# 佐賀公園駅
佐賀公園駅（さがこうえんえき）は、高知県幡多郡黒潮町佐賀にある、土佐くろしお鉄道（TKT）中村線の駅である。駅番号はTK31。

## 歴史
- 1993年（平成5年）10月1日：土佐くろしお鉄道中村線土佐佐賀駅 - 土佐白浜駅間に新設[2]。

## 駅構造
単式ホーム1面1線を有する地上駅。
無人駅。駅舎は無いが、ホーム上に木製待合室が設置されている。

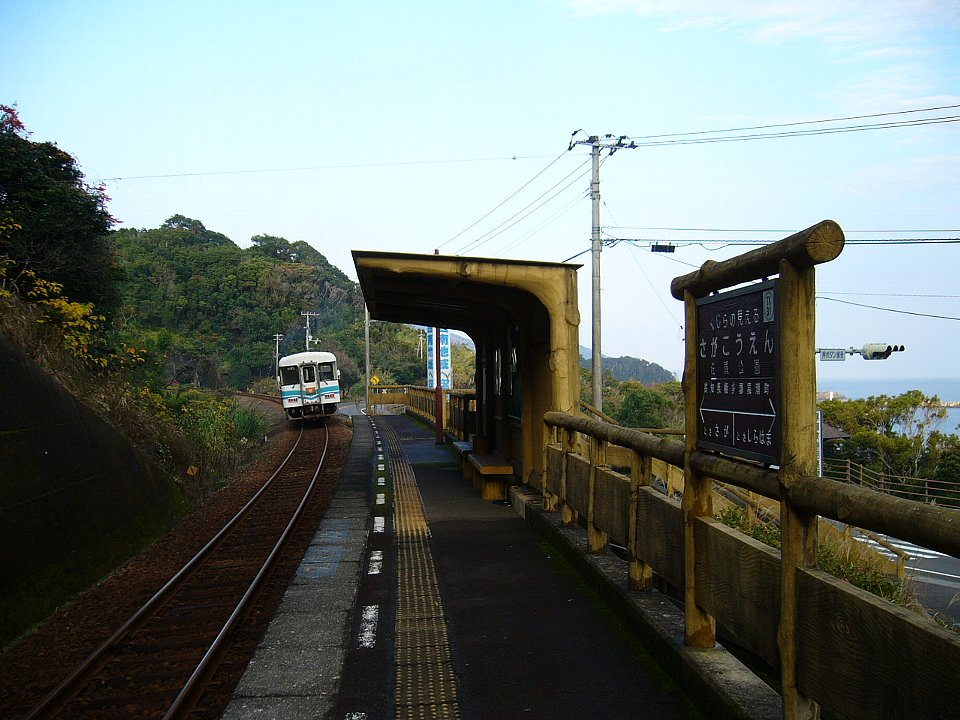
ホーム（2006年12月）

## 利用状況
| 1日乗降人員推移 | 1日乗降人員推移 |
| 年度            | 1日平均人数     |
| --------------- | --------------- |
| 2014年          | 9               |
| 2015年          | 3               |

## 駅周辺
駅からは太平洋が一望可能。
- 国道56号
- 土佐西南大規模公園佐賀地区：駅南東徒歩1分。

### バス路線
国道56号沿いに「佐賀公園駅前」停留所があり、以下の路線が発着する。
高知西南交通
- 中村 - 入野駅 - 佐賀駅線
  - 中村駅 行
  - 佐賀駅 行

## 隣の駅
土佐くろしお鉄道
■中村線
土佐佐賀駅 (TK30) - 佐賀公園駅 (TK31) - 土佐白浜駅 (TK32)